# Elixir sulfanilamida

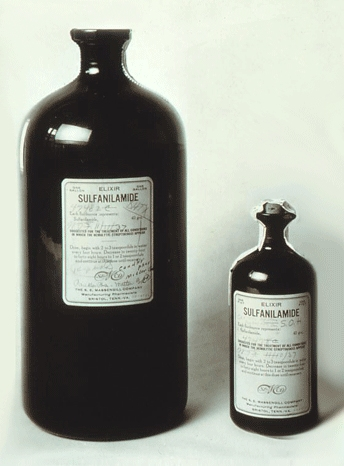
Botellas de elíxir sulfanilamida

El elíxir sulfanilamida fue un preparado del medicamento Sulfamida realizado de forma inadecuada, que causó intoxicación masiva en los Estados Unidos en 1937 y ocasionó la muerte de más de cien personas. El clamor público provocado por este incidente y otros desastres similares llevaron a la aprobación de la Ley Federal de Alimentos, Medicamentos y Cosméticos de 1938.

## Historia
Aparte de la Ley de Pureza de Alimentos y Medicamentos de 1906 y la ley Harrison de 1914 que prohíbe la venta de algunos estupefacientes, no existía ningún reglamento federal que garantizara la seguridad de los nuevos fármacos hasta que el Congreso aprobó la Ley Federal de Alimentos, Medicamentos y Cosméticos de Estados Unidos en 1938, en respuesta a la crisis por envenenamiento con el elixir de sulfanilamida.
En 1937, S. E. Massengill Company, fabricante de productos farmacéuticos, creó una preparación de sulfanilamida con dietilenglicol (DEG) como disolvente, y llamó a la preparación "Elixir sulfanilamida". El DEG es venenoso para los humanos, pero Harold Watkins, farmacéutico y químico encargado de la jefatura de estos departamentos en la empresa, no era consciente de ello (a pesar de que ya se sabía en ese momento). Se limitó a añadir saborizantes de frambuesa a la sulfamida que había disuelto en DEG y la empresa posteriormente comercializó el producto. Aunque las pruebas con animales deberían haber sido rutinarias en la mayoría de las operaciones, Massengill no realizó ninguna y no había regulaciones que exigieran pruebas de seguridad previo a la comercialización de nuevos medicamentos. 
El medicamento comenzó a venderse y distribuirse en septiembre de 1937. El 11 de octubre, la American Medical Association recibió un informe de varias muertes causadas por el fármaco. La Food and Drug Administration fue notificada y se llevó a cabo una extensa búsqueda para recuperar el medicamento distribuido. La doctora Frances Oldham Kelsey asistió en un proyecto de investigación que comprobó que el excipiente DEG fue el responsable de los fatales efectos adversos. Por lo menos 100 muertes fueron atribuidas a la medicación.
El propietario de la empresa, cuando fue presionado a admitir cierto grado de culpabilidad, respondió: "Hemos estado satisfaciendo una demanda profesional legítima y nunca podríamos haber previsto los resultados inesperados. No siento que haya habido ninguna responsabilidad por nuestra parte". Watkins se suicidó mientras esperaba el juicio.
El Congreso respondió a la indignación pública por lo que aprobó la Ley Federal de Alimentos, Medicamentos y Cosméticos de 1938, que exigía que las empresas farmacéuticas realizaran pruebas de seguridad con animales a sus nuevos medicamentos, y que enviaran los datos a la FDA antes de poder comercializar sus productos. La Massengill pagó una multa mínima en virtud de lo dispuesto en la Ley de Pureza de Alimentos y Medicamentos de 1906, que prohibía el etiquetado de una preparación como "elíxir" si no contenía alcohol en sus ingredientes.